# 斯蒂格 (伊利諾伊州)
斯蒂格（英語：Steger）是位於美國伊利諾伊州庫克縣和威爾縣的一個村落。

## 地理
斯蒂格的座標為41°28′20″N 87°37′04″W / 41.47222°N 87.61778°W，而該地最高點為海拔高度217米（即712英尺）。

## 人口
根據2010年美國人口普查的數據，斯蒂格的面積為8.94平方千米，當中陸地面積為8.94平方千米，而水域面積為0.00平方千米。當地共有人口9570人，而人口密度為每平方千米1,070人。